# Tūbnaq
Tūbnaq (persiska: تُبنَق, توبنق) är en ort i Iran.   Den ligger i provinsen Ardabil, i den nordvästra delen av landet, 500 km nordväst om huvudstaden Teheran. Tūbnaq ligger 916 meter över havet och antalet invånare är 666.
Terrängen runt Tūbnaq är kuperad åt nordost, men åt sydväst är den platt. Runt Tūbnaq är det ganska tätbefolkat, med 56 invånare per kvadratkilometer. Närmaste större samhälle är Meshgīn Shahr, 15,0 km sydost om Tūbnaq. Trakten runt Tūbnaq består till största delen av jordbruksmark.